# Josefina Loste
Josefina Loste de Mur (San Juan de Plan, 1936) fue la primera mujer española en poner en marcha una casa rural en la provincia de Huesca en 1963. Fue alcaldesa de San Juan de Plan en los años 80 del siglo XX. Es miembro de Honor de la Academia de las Artes del Folclore y la Jota de Aragón, y fundadora del Museo Etnológico y del Corro d'es Bailes de San Juan de Plan.

## Trayectoria
Loste fue precursora en el desarrollo del turismo rural en su territorio. Su establecimiento, Casa Laplaza, es una casa de piedra de más de 200 años, que abrió sus puertas a los primeros visitantes en 1960. Su actividad le llevó a viajar por otros territorios dentro de España y a países como Francia o Japón para compartir esta experiencia pionera.
En su faceta como representante pública, fue concejala en el ayuntamiento de San Juan de Plan desde 1979. Unos años después, se presentó como candidata independiente a la alcaldía en las elecciones municipales de 1983 y, posteriormente, se unió al Partido Socialista Obrero Español (PSOE). Fue elegida alcaldesa por mayoría y ocupó el puesto hasta 1991.
Loste es hablante de aragonés chistabino, lengua vernácula del Valle de Gistau. Además, es defensora de la tradición, la cultura y el folclore del Pirineo aragonés, que promueve a través de todo tipo de acciones de difusión cultural.
En los años 70, junto a Anita Zuera y las vecinas y vecinos de San Juan de Plan, crearon el Corro des Bailes de San Chuan y, posteriormente, en 1982, fundó el Museo Etnológico del municipio. Fue reconocida miembro de Honor de la Academia de las Artes del Folclore y la Jota de Aragón en 2019.

## Reconocimientos
En 2003, se le otorgó el premio Xinglar por su labor en favor de la cultura y folclore aragonés. Años después, en 2017, Loste recibió el premio Truco del Pir, concedido por la comarca de la Jacetania. En  2020, la Diputación Provincial de Huesca le concedió el Premio Cruz del Sobrarbe, en reconocimiento a su trabajo en defensa del medio rural.